# Partito al-Ghad
Il Partito al-Ghad, ovvero "del Domani" (in arabo حزب الغد‎?, Hizb al-Ghad), fondato ufficialmente nell'ottobre del 2004, è un partito politico egiziano riconosciuto legalmente al termine d'una lunga battaglia nel corso della quale la richiesta di riconoscimento è stata respinta tre volte dalle autorità delegate al compito.
Di natura centrista, liberale e laica, il partito è diretto da Ayman ʿAbd al-ʿAzīz Nūr, o semplicemente Ayman Nūr (in arabo أيمن عبد العزيز نور ‎?), e si batte per un'apertura politica maggiore da parte del regime al potere e un'alternanza pacifica al potere, in base a risultati elettorali liberi ed equi.
Il partito vanta alcuni deputati all'Assemblea del Popolo (Majlis al-Shaʿb ), ma non ha alcun suo rappresentante nel Consiglio della Shūra.
Il giovane avvocato Ayman ʿAbd al-ʿAzīz Nūr, difensore dei diritti dell'Uomo, è stato eletto presidente del partito dopo il I Congresso del movimento, nel 2004. Il partito è stato fondato da un antico membro del Neo-Wafd.
Il partito si batte per la democratizzazione del Paese e l'applicazione dei diritti dell'Uomo in Egitto.
Nūr si è servito del partito come di una tribuna per invocare riforme costituzionali, limitare i poteri presidenziali e dar vita a un sistema elettorale multipartitico e democratico.
Ayman è arrivato secondo alle elezioni presidenziali del 2005, con circa il 13% dei voti, secondo gli osservatori indipendenti (peraltro impossibilitati a esercitare liberamente il loro diritto di controllo), ma col 7,6% secondo il ministero degli Interni egiziano e la CIA (The World Factbook — Egypt).
Nove mesi prima dell'elezione presidenziale, Ayman Nūr è stato privato della sua immunità parlamentare, poi arrestato e condannato a cinque anni di carcere, a dispetto del suo stato malfermo di salute e la protesta (moderata ma di un certo peso) del portavoce della Casa Bianca. Gli viene concessa dietro cauzione la libertà provvisoria dopo 42 giorni di prigione, a seguito anche di un suo sciopero della fame, malgrado il diabete che gli impone iniezioni d'insulina regolari), all'ostinazione dei suoi legali e a una petizione lanciata dalla Commissaria europea Emma Bonino.
Il 24 dicembre 2005 è stato condannato a 5 anni di prigione e nuovamente incarcerato.